# Laminafroneta brevistyla
Laminafroneta brevistyla is een spinnensoort in de taxonomische indeling van de hangmatspinnen (Linyphiidae).
Het dier behoort tot het geslacht Laminafroneta. De wetenschappelijke naam van de soort werd voor het eerst geldig gepubliceerd in 1968 door Herman Theodor Holm.